# Вавжик, Анджей
Анджей Вавжик (пол. Andrzej Wawrzyk; род. 26 сентября 1987 года, Краков, Польша) — польский боксёр-профессионал, выступавший в тяжёлой весовой категории. Чемпион Польши в тяжёлом весе (2008, 2016). Претендент на пояс регулярного чемпиона WBA (2013). Лучшая позиция по рейтингу BoxRec — 30-я (сентября 2016), а сейчас является 18-м среди польских боксёров в тяжёлой весовой категории.

## Любительская карьера
В 2006 году Анджей выиграл юношеский чемпионат Европы в весовой категории свыше 91 кг. В этом же году принял участие на юношеском чемпионате мира, но потерпел поражение в четвертьфинале.

## Профессиональная карьера
На профессиональном ринге Анджей дебютировал в ноябре 2006 года. Первые полтора года выступал против низкорейтинговых боксёров. В апреле 2008 года нокаутировал во втором раунде соотечественника Марцина Наймана, и завоевал титул чемпиона Польши в тяжёлом весе.
В ноябре 2008 года победил по очкам известного польского боксёра, Томаша Бонина.
В декабре 2009 года в десятираундовом бою победил по очкам украинского боксёра, Алексея Мазыкина.
В 2010 году победил известных британских джорнименов Пола Батлина и Ли Свеби.
10 сентября 2011 года нокаутировал американца Дэвина Варгаса, и в этом же году нокаутровал непобеждённого аргентинского боксёра Нельсона Дарио Домингеса.
2 июня 2012 года победил по очкам российского боксёра Дениса Бахтова, а в марте 2013 года победил по очкам американского джорнимена Роберта Хоукинса.

#### Чемпионский бой с Александром Поветкиным
Весной 2013 года на Вавжика обратили внимание сразу двое известных боксёров, Александр Поветкин и Дэвид Хэй. Команда Вавжика дала предпочтение чемпионскому бою с Александром Поветкиным
17 мая в Москве, Анджей Вавжик вышел на ринг с чемпионом мира, Александром Поветкиным Первый раунд начался с разведки обоих боксёров. Вавжик донёс несколько точных джебов, но потрясения они никакого не произвели. Поветкин же действовал более экономно и так же донёс несколько точных атак. Во втором раунде ситуация изменилась, и Александр мощным правым кроссом через руку отправил поляка на настил ринга. В третьем раунде комбинацией ударов у канатов россиянин снова отправил на канвас поляка. После третьего нокдауна, в конце третьего раунда, рефери зафикисировал победу Поветкина техническим нокаутом. Вавжик с решением не спорил.

#### Бой с Дэнни Уильямсом
1 февраля 2014 года встретился с Дэнни Уильямсом. Вавжик победил техническим нокаутом в 1 раунде.
Сначала Вавжик свалил Уильямса ударом правой, а затем после еще одной атаки поляка британец опустился на колено, и рефери остановил бой, зафиксировав победу Анджея Вавжика техническим нокаутом. Отметим, что для Дэнни Уильямса это поражение стало уже 11-м в последних 12-ти боях.

#### Бой с Франсуа Ботой
15 марта 2014 года встретился с Франсуа Ботой. Вавжик победил техническим нокаутом. В пятом раунде поляк отправил растерявшего форму ветерана в нокдаун, а затем забил, прижав к канатам.
26 сентября 2015 года встретился с Майком Шеппардом. Вавжик победил техническим нокаутом в 3 раунде.
2 апреля 2016 года встретился с Марцином Рековским. Вавжик победил техническим нокаутом в 7 раунде.

#### Бой с Альбертом Сосновским
17 сентября 2016 года в городе Гданьск ( Польша) в бою за вакантный титул чемпиона Польши встретился с Альбертом Сосновским. Вавжик победил техническим нокаутом в 6 раунде. В бою чувствовалось преимущество Вавжика и несколько рассечений на лице 37-летнего Сосновски, команда Альберта решила прекратить борьбу сразу после гонга, знаменовавшего старт шестого раунда, и рефери остановил поединок

#### Отмененный бой с Деонтеем Уайлдером
На 25 февраля 2017 года был запланирован бой с чемпионом мира по версии WBC американцем Деонтеем Уайлдером, но 25 января стало известно, что Вавжик провалил допинг-тест, пробы взятые 15 и 16 января в Варшаве, дали положительный результат на анаболический стероид «станозолол» и Уайлдеру нашли замену в лице непобежденного американца Джеральда Вашингтона (18-0-1, 12 KO), который должен был выступать в андеркарте этого же боя.

## Возобновление карьеры

### Бой с Михалом Болозом
30 сентября 2022 года в городе Ломжа (Польша) проиграл тяжелым нокаутом соотечественнику-джорнимену Михалу Болозу. Развязка боя пришла во 2-м раунде — Болоз попал правым прямым в челюсть Вавжика. Тот тяжело упал на настил ринга.

### Бой с Камилом Бодзиочем
7 июля 2023 года в городе Роузмонт, (Иллиноис, США) провел второй бой после возвращения с соотечественником Камилом Бодзиочем и нокаутировал его правым боковым в первом раунде техническим нокаутом.

### Бой с Кубратом Пулевым
14 декабря в Коста-Меса (Калифорния, США) выступил в главном событии вечера бокса против болгарского боксера Кубрата Пулева. Бой продлился все отведенные 10 раундов и закончился единогласным решением судей в пользу Пулева. Пулев продемонстрировал уверенность, дважды посылая своего соперника в нокдаун, однако не смог добиться победы досрочно. По итогам 10 раундового поединка судьи единогласно отдали победу Пулеву со счетом 100-88, 99-89 и 100-88.

### Бой с Ричардом Ларти
13 апреля 2024 года в Роузмонте (Иллинойс, США) проиграл нокаутом в 4 раунде ганскому 31-летниму джорнимэну Ричарду Ларти

### Бой с Дамианом Кныбой
1 февраля 2025 года в Ньюарке (Нью Джерси) встретился с 29-летним непобежденным соотечественником Дамианом Кныбой (15-0, 9 КО). В 3-м раунде Кныба отправляет Вавжика на настил правым прямым, а после продолжения и пары пропущенных силовых угол Вавжика останавливает бой.

## Таблица профессиональных поединков
В таблице перечислены результаты всех поединков боксёров.
В каждой строке указан результат поединка. Дополнительно номер поединка обозначен цветом, который обозначает итог поединка. Расшифровка обозначений и цветов представлена в нижеследующей таблице.
| Пример | Расшифровка                     |
| ------ | ------------------------------- |
|        | Победа                          |
|        | Ничья                           |
|        | Поражение                       |
|        | Планируемый поединок            |
|        | Поединок признан несостоявшимся |
| КО     | Нокаут                          |
| ТКО    | Технический нокаут              |
| PTS    | Решение судей (по очкам)        |
| UD     | Единогласное решение судей      |
| MD     | Решение большинства судей       |
| SD     | Раздельное решение судей        |
| RTD    | Отказ от продолжения боя        |
| DQ     | Дисквалификация                 |
| NC     | Поединок признан несостоявшимся |

| 39 поединков, 34 победы (20 нокаутом), 5 поражения (4 нокаутом). | 39 поединков, 34 победы (20 нокаутом), 5 поражения (4 нокаутом). | 39 поединков, 34 победы (20 нокаутом), 5 поражения (4 нокаутом). | 39 поединков, 34 победы (20 нокаутом), 5 поражения (4 нокаутом). | 39 поединков, 34 победы (20 нокаутом), 5 поражения (4 нокаутом). | 39 поединков, 34 победы (20 нокаутом), 5 поражения (4 нокаутом). | 39 поединков, 34 победы (20 нокаутом), 5 поражения (4 нокаутом).                                                                  |
| Бой                                                              | Рекорд                                                           | Дата                                                             | Соперник                                                         | Место боя                                                        | Результат                                                        | Комментарии |
| ---------------------------------------------------------------- | ---------------------------------------------------------------- | ---------------------------------------------------------------- | ---------------------------------------------------------------- | ---------------------------------------------------------------- | ---------------------------------------------------------------- | --- |
| 40                                                               |                                                                  | 23 августа 2025                                                  | Мурат Гассиев (31-2)                                             | Miccosukee Indian Gaming Resort, Майами, США                     | (10)                                                             | |
| 39                                                               | 34-5                                                             | 1 февраля 2025                                                   | Дамиан Кныба (14-0)                                              | Prudential Center, Ньюарк, США                                   | TKO 3 (10), 2:21                                                 | |
| 38                                                               | 34-4                                                             | 13 апреля 2024                                                   | Ричард Ларти (15-6)                                              | The Dome at the Ballpark, Роузмонт, США                          | KO 4 (8), 0:58                                                   | |
| 37                                                               | 34-3                                                             | 14 декабря 2023                                                  | Кубрат Пулев (29-3)                                              | The Hangar, Коста-Меса, США                                      | UD 10                                                            | Вавжик в нокдауне в 6-м и 8-м раундах. Счёт судей: 99-89, 100-88 дважды.                                                          |
| 36                                                               | 34-2                                                             | 7 июля 2023                                                      | Камил Бодзиоч (3-7-2)                                            | The Dome at the Ballpark, Роузмонт, США                          | TKO 1 (8), 2:22                                                  | |
| 35                                                               | 33-2                                                             | 30 сентября 2022                                                 | Михал Болоз (49-7-2)                                             | Hala Sportowa im. Olimpijczykow, Ломжа, Польша                   | KO 2 (6), 2:18                                                   | |
| 34                                                               | 33-1                                                             | 17 сентября 2016                                                 | Альберт Сосновский (49-7-2)                                      | Ergo Arena, Гданьск, Польша                                      | TKO 6 (12), 0:01                                                 | Завоевал вакантный титул чемпиона Польши в супертяжёлом весе.                                                                     |
| 33                                                               | 32-1                                                             | 2 апреля 2016                                                    | Марцин Рековский (17-2)                                          | Краков Арена, Краков, Польша                                     | TKO 7 (10), 0:42                                                 | |
| 32                                                               | 31-1                                                             | 26 сентября 2015                                                 | Майк Шеппард (24-18-1)                                           | Legacy Arena, Бирмингем, Алабама, США                            | TKO 3 (10), 2:59                                                 | |
| 31                                                               | 30-1                                                             | 21 июля 2015                                                     | Патрик Коволл (3-14)                                             | Legia Fight Club, Варшава, Польша                                | KO 2 (8), 1:03                                                   | |
| 30                                                               | 29-1                                                             | 15 марта 2014                                                    | Франсуа Бота (48-10-3)                                           | Hotel Arlamow, Арламув, Польша                                   | TKO 5 (10), 1:56                                                 | Завоевал вакантный титул чемпиона Польши International в супертяжёлом весе.                                                       |
| 29                                                               | 28-1                                                             | 1 февраля 2014                                                   | Дэнни Уильямс (45-20)                                            | Okraglak Halle, Ополе, Польша                                    | TKO 1 (8), 2:01                                                  | |
| 28                                                               | 27-1                                                             | 17 мая 2013                                                      | Александр Поветкин (25-0)                                        | Crocus City Hall, Красногорск, Россия                            | TKO 3 (12), 2:23                                                 | Бой за титул регулярного чемпиона мира по версии WBA, 4-я защита Поветкина (добровольная). Вавжик в нокдауне в 2-м и 3-м раундах. |
| 27                                                               | 27-0                                                             | 23 марта 2013                                                    | Роберт Хоукинс (23-20)                                           | Hala Sportowa, Ченстохова, Польша                                | UD 6                                                             | |
| 26                                                               | 26-0                                                             | 2 июня 2012                                                      | Денис Бахтов (35-7)                                              | Hala Luczniczka, Быдгощ, Польша                                  | UD 10                                                            | |
| 25                                                               | 25-0                                                             | 18 февраля 2012                                                  | Клаус Бертино (13-2)                                             | Hala RAFAKOUD, Рацибуж, Польша                                   | UD 10                                                            | |
| 24                                                               | 24-0                                                             | 12 ноября 2011                                                   | Нельсон Дарио Домингез (10-0-1)                                  | Hala Sportowa, Гдыня, Польша                                     | KO 2 (10), 2:21                                                  | |
| 23                                                               | 23-0                                                             | 10 сентября 2011                                                 | Девин Варгас (18-1)                                              | Stadion Miejski, Вроцлав, Польша                                 | TKO 9 (10), 1:40                                                 | |
| 22                                                               | 22-0                                                             | 25 июня 2011                                                     | Андреас Сидон (36-10)                                            | Hala na Podpromiu, Жешув, Польша                                 | TKO 1 (8), 2:55                                                  | |
| 21                                                               | 21-0                                                             | 5 марта 2011                                                     | Ивица Перкович (15-9)                                            | Крыница-Здруй, Польша                                            | UD 8                                                             | |
| 20                                                               | 20-0                                                             | 25 сентября 2010                                                 | Павел Долговс (5-8-1)                                            | Torwar Hall, Варшава, Польша                                     | UD 6                                                             | |
| 19                                                               | 19-0                                                             | 15 мая 2010                                                      | Пол Батлин (12-10)                                               | Атлас Арена, Лодзь, Польша                                       | UD 8                                                             | |
| 18                                                               | 18-0                                                             | 20 марта 2010                                                    | Ли Свеби (25-23-2)                                               | Стшельце-Опольске, Польша                                        | UD 8                                                             | |
| 17                                                               | 17-0                                                             | 29 января 2010                                                   | Харви Джолли (10-12-1)                                           | UIC Pavilion, Чикаго, Иллинойс                                   | UD 8                                                             | |
| 16                                                               | 16-0                                                             | 18 декабря 2009                                                  | Алексей Мазикин (13-3-1)                                         | MOSiR Hall, Лодзь, Польша                                        | UD 10                                                            | |
| 15                                                               | 15-0                                                             | 9 мая 2009                                                       | Раймонд Очиенг (17-8-2)                                          | Hala Sportowa, Гдыня, Польша                                     | TKO 5 (10), 2:07                                                 | |
| 14                                                               | 14-0                                                             | 28 февраля 2009                                                  | Эдгарс Калнарс (17-16)                                           | Люблин, Польша                                                   | RTD 3 (8), 3:00                                                  | |
| Бой                                                              | Рекорд                                                           | Дата                                                             | Соперник                                                         | Место боя                                                        | Результат                                                        | Комментарии |